# August Hlond
August Hlond (Mysłowice, 5 luglio 1881 – Varsavia, 22 ottobre 1948) è stato un cardinale e arcivescovo cattolico polacco.

## Biografia

### Infanzia
August Hlond nacque il 5 luglio 1881, Brzęczkowice, ora Mysłowice, in Polonia. Era figlio di Jan Hlond e Maria Imilów. Ebbe cinque fratelli e sei sorelle: Ignacy (che diventerà missionario in Argentina), Antoni Wiktor (che divenne sacerdote salesiano e musicista), Jan Paweł, Stanisław e Klemens, Anna, Paulina, Maria, Marta, e due figlie che morirono poco dopo la nascita. Venne battezzato cinque giorni dopo la nascita, il 10 luglio, nella chiesa della Natività della Beata Vergine Maria, a Mysłowice con il nome di August Józef. Nel 1893, attratto dalla fama di don Giovanni Bosco, seguì il fratello maggiore in Italia per unirsi alla congregazione salesiana. Anche altri due fratelli entrarono nella congregazione.

### Formazione
Dopo aver conseguito gli studi primari, si unì alla Società salesiana di San Giovanni Bosco a Foglizzo, in Italia, nel 1896, dove conobbe Michele Rua, futuro beato. Dopo aver studiato nelle case salesiane di Lombriasco, Torino, Cracovia, Leopoli, e Roma, conseguì un dottorato in filosofia il 10 luglio 1900 alla Pontificia Università Gregoriana. Tornò in Polonia per completare il suo tirocinio presso Oświęcim. Ricevette il suddiaconato il 18 marzo 1905 e il diaconato il 9 luglio dello stesso anno.

### Ordinazione sacerdotale
Venne ordinato presbitero il 23 settembre 1905 a Cracovia, da Anatol Nowak, vescovo titolare di Irenopoli e vescovo ausiliare di Cracovia. Compiuti ulteriori studi tra il 1905 e il 1907 divenne rettore della nuova casa salesiana di Pizemyśl dal 1907 al 1909, e successivamente di quello di Vienna dal 1909 al 1919. Nel 1919 quando l'Austria e l'Ungheria si divisero, fondò, fino al 1922, nuove case salesiane. Venne nominato amministratore apostolico dell'Alta Slesia Polacca il 7 novembre 1922 e divenne protonotario apostolico il 15 novembre dello stesso anno.

### Vescovo ed arcivescovo
Venne eletto vescovo di Katowice il 14 dicembre 1925, e la sua consacrazione episcopale ebbe luogo il 3 gennaio 1926 dal cardinale Aleksander Kakowski, arcivescovo di Varsavia, assistito da Anatol Nowak, vescovo titolare di Irenopoli ed ausiliare di Cracovia, e da Stanisław Kostka Łukomski, vescovo titolare di Sicca Veneria ed ausiliare di Gniezno e Poznań. Venne promosso alla sede metropolitana di Gniezno e Poznań il 24 giugno 1926, e conseguentemente divenne primate di Polonia.

### Cardinale e morte

Il cardinale August Hlond in Italia

Venne creato cardinale nel concistoro del 20 giugno 1927, da Papa Pio XI, ricevendo la berretta rossa e il titolo di Santa Maria della Pace il 22 dicembre 1927. Il 22 agosto 1932 fondò la Società di Cristo per gli emigrati della Polonia. Venne nominato legato pontificio al Congresso Eucaristico Nazionale di Lubiana, in Jugoslavia, tenutosi il 9 giugno 1935, e al primo Congresso Nazionale di Cristo Re, a Poznań, il 16 maggio 1937. Partecipò al conclave del 1939, che elesse Papa Pio XII. Divenne legato pontificio al sesto Congresso Nazionale di Cristo Re di Lubiana, tenutosi l'8 luglio 1939. Durante la Seconda guerra mondiale, il cardinale fu costretto all'esilio fino alla fine del conflitto bellico, quando in un primo momento si recò a Roma e condusse una forte difesa della patria, per poi recarsi a Lourdes. La polizia nazista lo deportò a Parigi e cercarono di convincerlo ad organizzare un governo polacco favorevole al nazismo, ma egli rifiutò, e per questo venne arrestato dalla Gestapo il 3 febbraio 1944 venendo imprigionato prima in Lorena e poi in Vestfalia. Le forze alleate lo liberarono il 1º aprile 1945, e successivamente tornò a Poznań il 20 luglio 1945. Il 13 giugno 1946 venne trasferito alla sede metropolitana di Varsavia, mantenendo ad personam l'arcidiocesi di Gniezno.
Morì il 22 ottobre 1948 di polmonite, a Varsavia, all'età di 67 anni. La sua salma venne esposta e sepolta nella cattedrale metropolitana di Varsavia.
Il 9 gennaio 1992 venne avviato il processo per la sua beatificazione, ricevendo il titolo di Servo di Dio il 21 ottobre 1996.
Il 19 maggio 2018 gli viene riconosciuto il titolo di Venerabile.

## Genealogia episcopale e successione apostolica
La genealogia episcopale è:
- Cardinale Scipione Rebiba
- Cardinale Giulio Antonio Santori
- Cardinale Girolamo Bernerio, O.P.
- Vescovo Claudio Rangoni
- Arcivescovo Wawrzyniec Gembicki
- Arcivescovo Jan Wężyk
- Vescovo Piotr Gembicki
- Vescovo Jan Gembicki
- Vescovo Bonawentura Madaliński
- Vescovo Jan Małachowski
- Arcivescovo Stanisław Szembek
- Vescovo Felicjan Konstanty Szaniawski
- Vescovo Andrzej Stanisław Załuski
- Arcivescovo Adam Ignacy Komorowski
- Arcivescovo Władysław Aleksander Łubieński
- Vescovo Andrzej Stanisław Młodziejowski
- Arcivescovo Kasper Kazimierz Cieciszowski
- Vescovo Franciszek Borgiasz Mackiewicz
- Vescovo Michał Piwnicki
- Arcivescovo Ignacy Ludwik Pawłowski
- Arcivescovo Kazimierz Roch Dmochowski
- Arcivescovo Wacław Żyliński
- Vescovo Aleksander Kazimierz Bereśniewicz
- Arcivescovo Szymon Marcin Kozłowski
- Vescovo Mečislovas Leonardas Paliulionis
- Arcivescovo Bolesław Hieronim Kłopotowski
- Arcivescovo Jerzy Józef Elizeusz Szembek
- Vescovo Stanisław Kazimierz Zdzitowiecki
- Cardinale Aleksander Kakowski
- Cardinale August Hlond, S.D.B.

La successione apostolica è:
- Vescovo Arkadiusz Lisiecki (1926)
- Vescovo Karol Mieczysław Radoński (1927)
- Arcivescovo Walenty Dymek (1929)
- Vescovo Stanisław Adamski (1930)
- Arcivescovo Józef Gawlina (1933)
- Vescovo Giuseppe Cognata, S.D.B. (1933)
- Vescovo Tadeusz Paweł Zakrzewski (1938)
- Cardinale Stefan Wyszyński (1946)
- Vescovo Waclaw Majewski (1946)
- Vescovo Zygmunt Choromański (1946)
- Vescovo Ignacy Swirski (1946)
- Vescovo Kazimierz Jósef Kowalski (1946)
- Vescovo Lucjan Bernacki (1946)
- Vescovo Michał Klepacz (1947)
- Vescovo Marian Jankowski (1946)
- Vescovo Władysław Suszyński (1948)